# Хадем, Мохаммад
Мохаммад Хадем Хорасани (перс. محمد خادم خراسانی‎, 7 сентября 1935 – 24 ноября 2020) — иранский борец вольного стиля, призёр чемпионата мира.

## Биография
Родился в Мешхеде. В 1960 году принял участие в Олимпийских играх в Риме, но занял лишь 8-е место. В 1962 году завоевал серебряную медаль чемпионата мира.
Его сыновья Расул и Амир Реза стали известными борцами.